# 바츠해방전쟁
바츠해방전쟁은 2004년 6월부터 2008년 3월까지 약 4년간 대한민국의 MMORPG 리니지2의 바츠 서버에서 발생한 인터넷 전쟁이다. 바츠해방전쟁은 지위를 내세워 바츠 서버를 장악한 '드래곤나이츠 혈맹' (Dragon Knights, 이하 DK 혈맹)의 폭거에 모든 서버의 이용자가 연합한 전선(이하 바츠연합군)이 맞서는 구도로 전개되었다. 이 전쟁에 참여한 사용자는 연인원 20만명에 달했다.

## 배경
리니지1 에서부터 '사냥터 통제','오토 플레이'로 악명을 떨친 DK 혈맹은 리니지2의 최대 서버인 '바츠' 서버를 오픈 베타가 시작되자마자 장악하였다. DK 혈맹은 2003년 7월 26일 전 서버 최초로 혈맹레벨 3에 도달했으며, 뒷날 군주가 되는 '아키러스'는 2003년 8월 최초의 최고 레벨 달성자가 된다. 같은 달 DK 혈맹은 처음으로 몬스터 코어를 정복한다. 이렇게 점점 세를 불리던 DK 혈맹은 2003년 9월 14일 '제네시스', '신의 기사단'과 힘을 합쳐 반란을 진압한 뒤, 10월엔 기란성에서 정식으로 동맹 협정을 치름으로써 바츠 서버에서는 3대 혈맹의 독재가 시작되었다.
바츠해방전쟁을 연구한 이인화 교수는 경제적,정치적 요인이 전쟁을 촉발시켰다고 주장한다. 경제적으로, DK 혈맹은 2004년 2월 상점에서 거래되는 아이템의 세율을 올려 저레벨 사용자에게 부담을 주었다. 고레벨 아이템은 상점에서 구입할 수 없어 세금 인상의 영향을 받지 않았으나, 정령탄처럼 저레벨 유저에게 필요한 물품은 가격이 올라 저레벨 사용자들은 "생계를 위협"받게 되었다. 이는 세금을 매기는 지배 혈맹을 타도하자는 폭넓은 공감대를 형성하는 빌미가 되었다. 정치적으로, DK 혈맹은 독재 정치를 펼침으로써 다른 혈맹을 탄압하였다. 본래 DK 혈맹은 리니지 1에서도 다른 플레이어의 접근을 막는 '통제령'을 통해 사냥터를 독점하였다. 그러나 리니지2로 넘어온 뒤 제네시스, 신의 기사단과 동맹을 한 뒤 '통제령'은 다른 게이머를 PK로 무차별 학살하는 '척살령'으로 바뀌었고, 사냥터에서는 노골적으로 '오토 플레이'라는 불법을 자행하였다. 학살의 대상은 DK 혈맹의 명령을 따르지 않은 게이머도 해당되었다. 이런 방식으로 DK 혈맹은 하루 종일 이익을 독차지할 수 있었고, 이들을 막을 제도적 장치와 혈맹은 하나도 없었다. 이 같은 독재 체제는 세율 인상과 더불어 일반 유저의 불만을 가중시켰다.

## 전조
2004년 5월 9일 '붉은혁명'혈맹은 50명을 이끌고 DK 혈맹이 지배하던 기란성을 점령한 뒤 세율을 0%로 하겠다고 선언하였다. 2주 뒤 기란성은 다시 3대 혈맹에게 빼앗겼지만, 이 사건은 여러 힘있는 혈맹들이 DK 혈맹에 대항할 '연합군'을 조직하는 계기가 된다. 연합군은 붉은혁명을 포함해서 이전에 DK 혈맹에게 선전포고한 더킹혈맹, 마법사 혈맹인 해리포터혈맹 등 여러 길드와, '반3혈'이라는 이념으로 모여든 수많은 저레벨 사용자로 구성되었다. 레벨이 낮은 유저들은 인해전술로써 DK 혈맹과 맞섰지만 전투력의 차이 때문에 DK 길드가 저레벨 사용자 수십명을 일방적으로 학살하는 장면이 연출되었다. 이는 다른 사용자들의 정의감을 자극함으로써 바츠해방전쟁을 촉발시켰다.

## 전쟁

### 내복단의 출현
| “ | 바츠 서버의 이 전쟁은 일반 유저들의 힘을 이끌어 내지 못하면 바츠동맹이 패배할 것입니다. 단 1렙짜리 캐릭이라도 수십 명이 모여서 DK연합에게 공격을 가하면 물리적으로만이 아닌 심리적으로도 큰 위축을 가져올 것입니다. (중략) 이번 전쟁은 바츠 서버만이 아닌, 전 서버가 그 결과를 주목하고 있습니다. 특히 거대 혈맹에 억눌려 있는 많은 저주서버 유저들이 함께 지켜보고 있습니다. 그들에게 희망을 주어야 합니다. 그들에게 자신감을 주어야 합니다. 다시는 어떤 서버에서도 이러한 독재가 없도록 해야 합니다. 전 지금 이 순간 바로 바츠 서버에 캐릭을 만들어 내복단에 합류할 것입니다. 제 가슴 속에 끓어오른 피를 주체할 수 없습니다. 그리고 언젠가 사람들에게 자신 있게 말할 겁니다. 그 거대했던 바츠 서버 해방 전쟁에 내복단의 일원으로서 그 자리에 있었노라고. | ” |
|   | — 2004년 6월 16일, 내복단의 일원인 겸댕이대왕이 올린 호소문 |   |

3대 혈맹에게 밀리던 연합군은 자유게시판에 자신들을 지지해 달라는 호소문을 게시한다. 호소문은 바츠 서버뿐 아니라 다른 서버의 사용자에게도 영향을 주었다. 타 서버의 사용자들이 DK 혈맹의 독재를 타도하겠다는 명분으로 바츠 서버에 모였다. 2004년의 리니지2에서는 캐릭터의 서버를 옮길 수 없었기에, 새로 들어온 유저들은 저레벨 캐릭터로 3대 혈맹과 맞서야 했다. 이때 그들이 장비한 기본 방어구가 내복과 비슷하다고 하여 이들은 '내복단'이라고 불렸다.
내복단은 인해전술로써 DK 혈맹을 압박했다. 이들은 고레벨 사냥터인 용던으로 수십 명씩 몰려가 진을 쳤다. 그 뒤 DK 길드의 파티가 출현하면 떼를 지어 공격했다. 공격력과 레벨의 차이가 컸기에 내복단은 DK 혈맹을 공격할 때 체력이 가장 약한 힐러를 먼저 집중 공격하여 쓰러트린 뒤, 나머지 전투 부대를 굴복시키는 전법을 써서 승리하였다. 인해전술로 상대 캐릭터에게 버그를 유발하면서 자신들은 머리 위에 '파티원 구함'이라는 글씨를 띄움으로써 아군을 식별하기도 했다. 또한 채팅창 글자 제한 등 의사소통의 한계나 작전이 가능한 인원은 사실상 9명이 최대라는 단점에도 불구하고 내복단은 제한된 수단으로 수백명에게 작전을 지휘하고 명을 받았다. 엔씨소프트는 내복단이 최대 800명까지 동시에 활동했다고 말했다. 내복단의 활약은 6월 14일~19일에 두드러졌으며, 7월에는 DK 혈맹의 군주인 아키러스가 내복단에게 패배하는 사건도 일어났다. 그러나 한편으로는 6월 중순 내복단이 타락하는 조짐을 보이기도 했다.

### 아덴 공성전
내복단의 지속적인 공격과 불리한 여론에도 불구하고, DK 혈맹은 전쟁을 계속하였다. 하지만 2004년 연합군의 숫자는 2004년 7월 즈음 32혈맹으로 늘어났으며, 6월 3대 혈맹 중 하나인 제네시스 혈맹은 사소한 충돌을 계기로 DK 혈맹과 헤어지고 연합군에 투항하는가 하면, 7월에는 5개의 요충지 중 하나인 오랜성을 연합군이 빼앗고 만다. 당황한 DK 혈맹은 '정 혈맹', '위너스 혈맹'을 끌어들여 4대 혈맹을 구축하고 재정비에 들어간다.
2004년 7월 17일 아덴 공성전이 벌어졌다. 당시 바츠연합군의 동맹은 40개였으나, 수적으로는 4대 혈맹에 밀렸다. DK 혈맹의 사냥터 독점 탓에 레벨을 올리기 힘들었고, 고레벨 사용자는 거의 DK 혈맹에 속해 있었기 때문이다. 바츠해방전쟁 내내 수적인 열세에 있었던 바츠연합군은 두 번의 속임수를 사용한다. 첫 번째는 공성전 등록 시스템을 이용한 양동작전이었다. 리니지2에서는 공성전을 벌이기 24시간 전 양쪽은 '공성 등록'이나 '수성 등록'을 해야 했다. 등록 마감 시간 10분 전, 아덴 성에 공성 등록을 했던 제네시스 동맹을 제외한 연합군은 모두 오랜성에 수성 등록을 하였다. 마감 8분 전, 제네시스 동맹마저 공성 등록을 포기하자 DK 연합은 수성 등록을 취소하고 오랜성으로 진군하였다. 그러나 후퇴하는 척 하며 매복하고 있던 제네시스 혈맹과 바츠연합군은 아덴성으로 달려가 마감 3분 전 공성 등록을 신청한다. 당황한 DK 연합은 할 수 없이 오랜성에 공성 등록을 한다. 이 때 아덴성에 공성 등록을 한 혈맹은 26개, 수성 등록 혈맹은 단 1개였다. 이로써 연합군은 수적인 열세를 극복했다. 그러나 7월 17일 DK 연합은 학익진 등 노련한 전술로 바츠연합군을 압박하였고, '전 서버 최강의 전투 부대'라는 아키러스 파티가 나타나자 바츠연합군은 초토화되었다. 이 때문에 바츠연합군은 전쟁을 시작한 지 1시간이 지나도록 진지조차 세우지 못했다.
이 상황에서 바츠연합군의 두 번째 속임수가 드러났다. 바츠연합군이 힘에 밀려 후퇴하자, DK 연합은 근거지인 오랜성을 탈환하려고 궁수 부대만 남겨둔 채 아덴성을 떠났다. 그러나 DK 연합의 주력 군대가 자리를 뜨자마자 퇴각한 척 하던 바츠동맹군이 아덴성에 있던 DK 궁수부대에게 돌진하여 전멸시켰다. 게다가 홀로 아덴성을 지키고 있던 DK 골드라인 혈맹을 쓰러트렸다. 이 전투에서 DK 혈맹의 총군주인 shadow여솔도 전사하였다. 오랜성을 공격하던 DK 군단은 아덴성이 공격받았다는 소식을 듣고 급히 되돌아가려 했지만, 퇴로는 내복단이 막고 있었다. 게다가 전사한 내복단의 시체들은 DK 연합의 이동 속도를 더디게 만들었고, 결국 DK 연합은 바츠동맹의 궁수,위저드 부대에게 패배하고 만다. 이들이 돌아오지 못하는 사이 제네시스 혈맹의 칼리츠버그는 성을 점령했다. 이 날은 '바츠 해방의 날'로 선언되었고, 이 당시 PC방에서는 감격에 겨워 눈물을 흘리는 사용자도 있었다고 한다.

### 바츠연합군의 분열과 4대 혈맹의 역습
아덴 공성전에서 패배한 DK 혈맹은 2004년 11월까지 기란성, 글루디오성마저 모두 빼앗기고 새로 패치된 '오만의 탑'으로 숨어들어갔다. 8월에는 신의 기사단 혈맹을 중심으로 4대 혈맹이 오랜성을 되찾으려 했으나 바츠연합군에게 패배하였다. 그러나 이 때부터 전리품을 둘러싼 바츠연합군의 분열이 시작되었다. 아덴 공성전 다음날인 7월 18일, 한때 DK 연합이었던 제네시스 혈맹이 아덴성을 차지한 것에 대해 혁명군 사이에 갈등이 빚어졌다. 리벤지스 혈맹은 오랜성을 얻었고 제네시스 혈맹은 아덴성을 차지했으나 정작 가장 분투했던 붉은혁명 혈맹은 아무런 보상도 받지 못했다. 이런 갈등은 바츠연합군이 기란성을 점령하고 나서 더욱 심각해졌다. 혈맹의 군주들은 성원들의 불만을 잠재우려고 그들에게 안타라스의 동굴을 독점할 수 있게 해 주었고, 오토 플레이도 허용하였다. 그러자 바츠연합군이 DK 혈맹과 같은 꼼수를 쓴다는 비난이 제기되자 연합군은 서로 책임을 떠넘겼다. 급기야는 연합군의 주축인 붉은 혁명 혈맹이 리벤지스 혈맹, 제네시스 혈맹과 전투를 벌이다 DK 혈맹과 손을 잡는 데까지 이르렀다.
이 뒤로 연합군을 지지하는 세력은 크게 줄어들었고, 내복단을 사칭한 강도들이 나타나자 유저들은 그들을 신뢰하지 않게 되었다. 이 틈을 타 DK 연합군은 빼앗긴 성을 모두 수복했으며, 2005년 1월 27일엔 다시 무제한 척살령을 발동하여 과거 바츠연합군에 가담한 유저는 로그인하자마자 죽였다. 이 당시 DK 연합이 척살한 유저는 하루 700명에 달하기도 했다. 2005년 4월엔 제네시스 혈맹이 신의 기사단 혈맹에 져서 길드가 해체되어버렸다.

### DK 혈맹의 해체
2006년 5월, DK 혈맹의 리더 아키러스는 혈맹을 해체하겠다고 선언한다. 아키러스는 "세상에도 선과 악이 존재하듯 리니지2 세계에도 선과 악이 존재합니다. 사람들은 누구나 선을 지향합니다. 하지만 우리 DK혈맹은 과감하게 선보다 악을 선택했습니다. 악이 있었기에 선은 더욱더 빛날 수 있었다고 생각합니다. 우리는 당당하게 악이었다고 자신있게 말하겠습니다. 또한 리니지2 최고의 전투혈맹이었다고 말하고 싶습니다"라고 연설하였다. DK 혈맹이 자발적으로 해산함으로써 2년에 걸친 바츠해방전쟁은 끝났다.

## 여파와 영향
게임계에서, 바츠해방전쟁은 DK 혈맹의 척살과 사냥터 독점을 통해 얻은 바츠 서버 게임머니의 가격을 폭등시켰다. 전쟁 이후 리니지2의 동시접속자는 10만명을 돌파했으며, 이때부터 리니지2의 전성기가 시작되었다. 바츠해방전쟁은 다른 게임에도 영향을 미쳐, '전쟁'과 '전투' 콘텐츠가 한국 MMORPG의 기본으로 정착하였다. 하지만 취지와는 달리 게임 내의 민주주의를 실현시키지는 못했다는 평가를 받는다.
예술계에서, 바츠해방전쟁은 유저들이 스스로 이뤄낸 스토리텔링으로 간주된다. 명운화는 2008년 10월 바츠해방전쟁에 참여하여 남긴 기록을 바츠 히스토리아라는 책으로 출판하였다. 강희진의 소설 유령은 바츠해방전쟁에서 영감을 받았다. 2011년 엔씨소프트는 리니지2 파멸의 여신 업데이트를 앞두고 바츠해방전쟁을 소재로 한 포스터를 게시하였다. 2012년 8월엔 경기도 미술관에서 바츠해방전쟁을 주제로 '바츠혁명전'이란 예술제가 개최되었다.

## 참고 문헌
- 이인화,《한국형 디지털 스토리텔링》
- 이용제,《바츠히스토리아-아덴공성대전 보관됨 2021-11-02 - 웨이백 머신[저작물 등록번호 (C-2009-005722)]》